# Sonam Kapoor

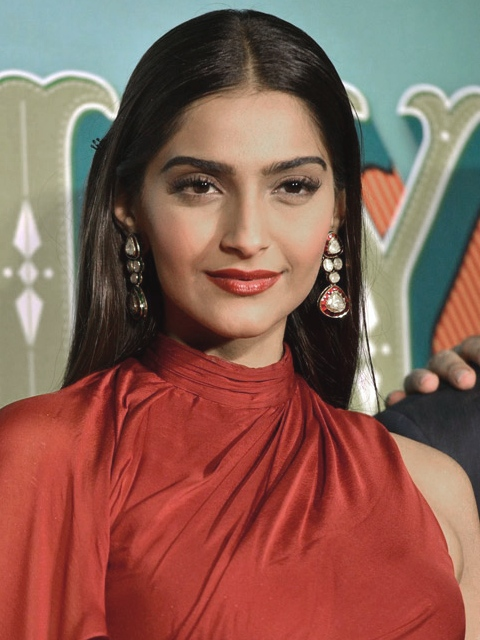
Sonam Kapoor (2014)

Sonam Kapoor (Hindi सोनम कपूर Sonam Kapūr [soːnəm kəpuːr]; * 9. Juni 1985 in Mumbai, Indien) ist eine indische Schauspielerin und Model.

## Leben
Sonam Kapoor entstammt einer bekannten indischen Schauspielerfamilie. Ihr Vater ist der international bekannte Bollywoodschauspieler Anil Kapoor, sein älterer Bruder der Filmproduzent Boney Kapoor, der seit 1996 mit der Schauspielerin Sridevi verheiratet war. Auch ihre jüngere Schwester Rhea Kapoor und ihr kleiner Bruder Harshvardhan sind mittlerweile im Showgeschäft als Produzentin bzw. Schauspieler aktiv.
Sie besuchte zwei Jahre lang das United World College of South East Asia in Singapur als Internatsschülerin, um dort mit dem International Baccalaureate Diplom abzuschließen. Sie belegte die Leistungskurse in Theaterwissenschaften, Englisch und Geschichte (Schwerpunkt China). Anschließend studierte sie an der University of Mumbai und der University of East London.
Sie spricht fünf Sprachen: Englisch, Hindi, Urdu, Panjabi und Marathi und sie ist eine ausgebildete klassische Tänzerin.

## Filmografie
- 2005: Black (Regieassistentin)
- 2007: Saawariya
- 2009: Delhi 6 (Delhi-6)
- 2010: I Hate Luv Storys
- 2010: Aisha
- 2011: Thank You
- 2011: Jahreszeiten der Liebe (Mausam)
- 2012: Players
- 2013: Bombay Talkies (Gastauftritt)
- 2013: Raanjhanaa
- 2013: Bhaag Milkha Bhaag
- 2014: Bewakoofiyaan
- 2014: Khoobsurat
- 2015: Dolly Ki Doli
- 2015: Der König meines Herzens (Prem Ratan Dhan Payo)
- 2016: Neerja
- 2018: Pad Man
- 2018: Veere Di Wedding
- 2018: Sanju
- 2019: Ek Ladki Ko Dekha Toh Aisa Laga
- 2019: The Zoya Factor

## Auszeichnungen (Auswahl)
National Film Awards
- 2017: Spezialpreis der Jury – Neerja

Stardust Awards
- 2008: Superstar of Tomorrow (female) – Saawariya
- 2015: Best Actress in a Comedy or Romance – Khoobsurat